# Mohammed Ali al-Bishi
Mohammed Ali al-Bishi (* 3. Februar 1989) ist ein ehemaliger saudi-arabischer Leichtathlet, der sich auf den 400-Meter-Lauf spezialisiert hat.

## Sportliche Laufbahn
Erste internationale Erfahrungen sammelte Mohammed Ali al-Bishi im Jahr 2005, als er bei den Jugendweltmeisterschaften in Marrakesch in 21,25 s den sechsten Platz im 200-Meter-Lauf belegte und mit der saudischen Sprintstaffel (1000 Meter) in 1:52,89 min die Bronzemedaille gewann. Anschließend schied er bei den Asienmeisterschaften in Incheon mit 21,76 s in der ersten Runde aus und wurde mit der 4-mal-400-Meter-Staffel im Finale disqualifiziert. Im Jahr darauf belegte er bei den Arabischen Juniorenmeisterschaften in Kairo in 10,70 s den vierten Platz im 100-Meter-Lauf. 2010 nahm er mit der Staffel an den Asienspielen in Guangzhou teil und kam dort im Vorlauf zum Einsatz und verhalf damit dem Team zum Gewinn der Goldmedaille. 2011 gewann er bei den Asienmeisterschaften in Kōbe in 3:08,03 min die Silbermedaille hinter dem Team aus Japan und kam anschließend bei den Militärweltspielen in Rio de Janeiro nicht ins Ziel. Zwei Jahre später siegte er in 3:06,23 min bei den Arabischen Meisterschaften in Doha und anschließend in 3:02,53 min auch bei den Asienmeisterschaften in Pune. Damit qualifizierte sich die Staffel für die Weltmeisterschaften in Moskau, bei denen er mit 3:04,55 min aber den Finaleinzug verpasste. 2014 nahm er erneut an den Asienspielen in Incheon teil und gewann diesmal in 3:04,03 min die Bronzemedaille hinter Japan und Südkorea. Damit beendete er seine aktive sportliche Karriere im Alter von 25 Jahren.

## Persönliche Bestzeiten
- 200 Meter: 21,25 s (+0,7 m/s), 17. Juli 2005 in Marrakesch
- 400 Meter: 46,71 s, 2. August 2013 in Weinheim